# 1926 en Nouvelle-Écosse
Chronologie de la Nouvelle-Écosse
- 1922
- 1923
- 1924
- 1925
- 1926
- 1927
- 1928
- 1929
- 1930

Cette page concerne des événements survenus en 1926 dans la province canadienne de Nouvelle-Écosse.

## Politique
- Premier ministre : Edgar N. Rhodes
- Chef de l'Opposition :
- Lieutenant-gouverneur : James Cranswick Tory
- Législature :

## Naissances
- 29 juin à Upper Nappan (en) : Roger Stuart Bacon, homme politique d'abord élu à l'Assemblée législative de la Nouvelle-Écosse en 1970 sous la bannière du Parti progressiste-conservateur de la Nouvelle-Écosse, puis ministre du Tourisme en 1978 et ministre de l'Agriculture de 1979 à 1988 au sein du cabinet du premier ministre John Buchanan. Bacon fut ensuite vice-premier ministre et ministre du Logement jusqu'en 1990, lorsqu'il succéda à Buchanan pour devenir chef intérimaire du parti, ainsi que premier ministre intérimaire pendant six mois jusqu'à l'élection de Donald William Cameron à la tête du parti. Mort en octobre 2021[1].